# بوابي
بوابي (الأكادية: 𒅤𒀀𒉿 Pu-A-Bi وتعني "كلمة والدي")، تسمى أيضا شوباد، هي شخصية مشهورة ومهمة في مدينة أور السومرية، خلال عصر الأسرة الأولى من أور في (حوالي العام 2600 قبل الميلاد).
يشار إليها كثيرًا باسم "الملكة"، إلا أن هناك جدلًا كبيرًا بشأنها. ومع ذلك فإن العديد من الأختام الأسطوانية اللتي عثر عليها في قبرها (وهو القبر الذي يحمل الرقم PG 800) في المقبرة الملكية في أور، تشير إليها بمصطلح "نين" أو "إريش" وهي كلمة سومرية تخاطب بها الملكة أو الماهنة.
لا يشير ختم بوابي إلى وجود علاقة بينها وبين أي ملك أو زوج، مما قد يدل إلى أنها حكمت بشكل مستقل. وقد قيل إنها كانت الزوجة الثانية لميسكالامدوك. حقيقة أن بوابي وهي نفسها أكدية سامية وشخصية مهمة بين السومريين تشير إلى درجة عالية من التبادل الثقافي والتأثير بين السومريين القدماء وجيرانهم الساميين. على الرغم من أنه لا يُعرف الكثير عن حياة بوابي، إلا أن اكتشاف قبرها والمكان الذي ماتت فيه يكشف عن معلومات مهمة ويثير تساؤلات حول مجتمع وثقافة بلاد ما بين النهرين.

## مقبرة بوابي

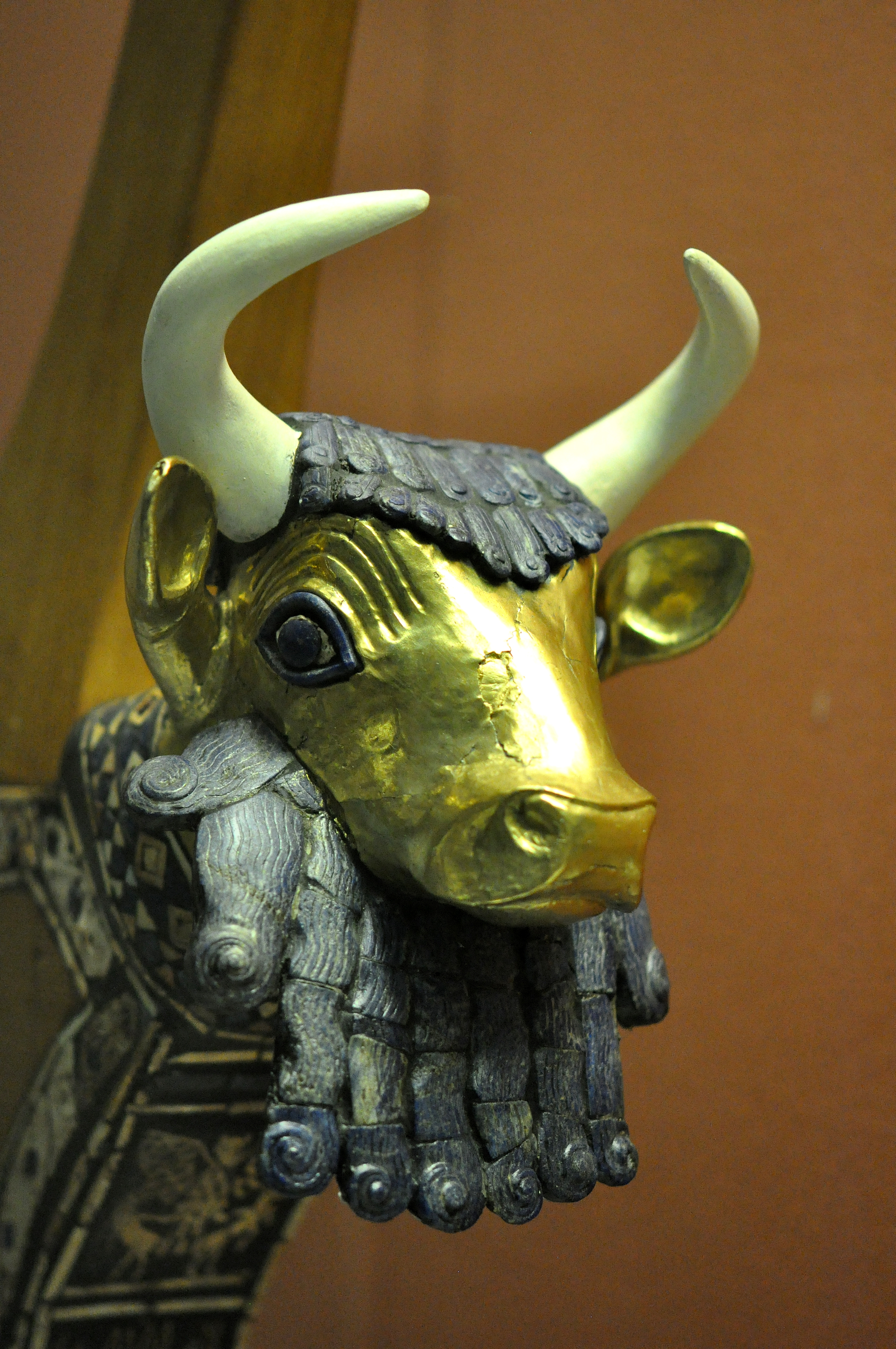
رأس الثور لقيثارة الملكة من قبر بو أبي

اكتشف عالم الآثار البريطاني ليونارد وولي مقبرة بوابي التي تم التنقيب عنها بين عامي 1922 و 1934 من قبل فريق مشترك برعاية متحف الآثار والأنثروبولوجيا في جامعة بنسيلفانيا. ضم فريق وولي زوجته وزميلته كاثرين عالمة الآثار التي رسمت المخططات التفصيلية للموقع. عثر على قبر بوابي مع ما يقرب من 1800 قبر آخر في المقبرة الملكية في أور. من الواضح أن قبر بوابي كان فريدًا من بين الحفريات الأخرى، ليس فقط بسبب العدد الكبير من المشغولات عالية الجودة والمحفوظة جيدًا، ولكن أيضًا لأن قبرها لم يتعرض للنهب من قبل اللصوص طوال آلاف السنين.
كان عدد البضائع الجنائزية التي اكتشفها وولي في قبر بوابي مذهلاً. وتشتمل على غطاء رأس ذهبي ثقيل مصنوع من أوراق وخواتم وألواح ذهبية ؛ قيثارة رائعة (انظر قيثارة سومرية) كاملة برأس ثور ذهبي مغطى باللازورد ؛ كمية كبيرة من أواني المائدة الذهبية ؛ حجارة أسطوانية من الذهب والعقيق واللازورد تستخدم في العقود والأحزمة الباهظة ؛ عربة مزينة برؤوس لبؤة من الفضة، كمية كبيرة من الفضة واللازورد والخواتم والأساور الذهبية بالإضافة إلى غطاء رأسها وحزام من الخواتم الذهبية وخرز العقيق وغيرها من الخواتم والأقراط المختلفة. استوحى غطاء رأس بوابي من الطبيعة في زخارفه الزهرية ويتكون من شرائط وأوراق ذهبية وخرز من اللازورد والعقيق والزهور الذهبية.
حفظت بقايا بوابي المادية بما في ذلك قطع الجمجمة المتضررة بشدة في متحف التاريخ الطبيعي في لندن. قسمت المكتشفات التي تم التنقيب عنها من بعثة وولي بين المتحف البريطاني في لندن ومتحف جامعة بنسلفانيا في فيلادلفيا، بنسلفانيا والمتحف الوطني في بغداد. نُهبت عدة قطع من الكنز من المتحف الوطني في بغداد في أعقاب حرب الخليج الثانية في عام 2003. عرضت العديد من القطع الأكثر إثارة من قبر بوابي في جولة ناجحة للغاية في متحف الفن والتاريخ عبر المملكة المتحدة والولايات المتحدة .